# Gocza Makojew
Gocza Gedewanowicz Makojew (ros. Гоча Гедеванович Макоев; ur. 29 czerwca 1970) – radziecki i rosyjski zapaśnik walczący w stylu wolnym. Brązowy medalista mistrzostw Europy w 1993. Pierwszy w Pucharze Świata w 1990 i trzeci w 1992. Wicemistrz ZSRR w 1991. Mistrz Rosji w 1992 i drugi w 1993 roku.